# Voiles
Voiles (frz.: Schleier/Segel) ist ein von Claude Debussy komponiertes Klavierstück aus dem Jahre 1909. Es ist die zweite Komposition der Préludes - Livre I und gilt als ein besonders typisches Werk für Debussy.
Die Komposition besteht aus 64 Takten, die sich in 5 Abschnitte unterteilen lassen. Dabei sind die Grenzen innerhalb der Abschnitte, wie häufig im musikalischen Impressionismus, fließend und somit nicht auf den Takt genau zu definieren.
Dies ist eine empfohlene, jedoch nicht zwingende Unterteilung.
| Part              | Takt       |  |
| ----------------- | ---------- |  |
| 1. A              | Takt 1–17  |  |
| 2. A (Abwandlung) | Takt 18–21 |  |
| 3. B              | Takt 22–41 |  |
| 4. C              | Takt 42–47 |  |
| 5. C (Abwandlung) | Takt 48–64 |  |

Insgesamt besteht das Stück aus drei verschiedenen Ebenen, die es zu beachten gilt, die Ober-/Mitteltöne und Basstöne. Die Obertöne bilden hierbei die beweglichste Ebene (großer Ambitus), die Mitteltöne eine „nicht ganz so bewegliche“ (mittelgroßer Ambitus) und die Basstöne eine statische Ebene (aufgrund des geringen Ambitus)
Teil 1 (Part A)
In diesem Teil ruht die Bass und Mitteltonreihe zu Anfang und lediglich die Obertöne stellen das abfallende Motiv (bestehend aus dem Tonvorrat einer Ganztonleiter) in den ersten vier Takten vor. Es kann bei diesem Motiv nicht von einem Thema oder Cantus firmus gesprochen werden, da Debussy grundsätzlich keine Themen nutzte und entwickelte. Seine Vorstellung von musikalischer Ästhetik war es, Motive zu nutzen, die immer anders beleuchtet wurden. Im weiteren Verlauf von Part A werden die einzelnen Stimmen in den verschiedenen Ebenen „vorgestellt“, wobei die Oberstimme das Motiv immer wieder spielt, die Mittelstimme häufig Akkordschläge spielt und der Bass starr auf dem Basston b liegt. Die Obertöne bestehen in diesem Teil hauptsächlich aus Sechzehntelnoten, die Mitteltöne aus Achtelnoten. Die starren Basstöne bestehen aus (in staccato gespielten) Achtel und Viertelnoten.
Teil 2 (Abwandlung von A)
In diesem Teil wandelt sich das Motiv von einer abfallenden Bewegung in eine aufsteigende. Bass und Mitteltöne bleiben identisch.
Teil 3 (Part B)
In diesem Teil findet in den Obertönen und Mitteltönen eine Beschleunigung statt (Obertöne spielen jetzt Zweiunddreißigstelnoten), währenddessen in den Basstönen eine Verlangsamung stattfindet. Die Ober und Mitteltöne stehen von den Notenwerten im Kontrast zueinander, bilden also einen Gegensatz. Hierdurch wird eine metrische Verschleierung erzeugt.
Teil 4 (Part C)
Debussy lässt mit Abschnitt C einen sehr großen Stilbruch zum Vorherigen geschehen, da sehr viele schnelle aufsteigende Zweiunddreißigsteltöne gespielt werden. Den Tonvorrat, dieser aufsteigenden Töne, bildet die Pentatonik. Hierdurch wird dem Stück ein zielloser, exotischer, fernöstlicher Charakter verliehen. Auch die Tonhöhe ist teilweise extrem hoch gewählt, was ebenfalls den verschleierten Charakter unterstützt.
Teil 5 (Abwandlung von C)
Dieser Abschnitt bildet ein Konglomerat aus Teil A und C. Es kommen weiterhin die Arpeggien aus Teil C stark zum Tragen. Jedoch mit dem Unterschied zu, dass sich neben den Arpeggien in der Mittelstimme, weitere Motive (die den Tonvorrat der Ganztonleiter nutzen) in der Oberstimme bilden. Auch tauchen verschiedene bereits bekannte Motive wieder auf. So findet man zwischendurch immer wieder die Akkordschläge aus der Mittelstimme (bekannt aus Part A). Auch das Hauptmotiv, welches ganz zu Anfang des Stücks(Part A) vorgestellt wurde, taucht wieder in der Oberstimme auf.
Das Stück ist zwar im 2/4 Takt mit 88 bpm angegeben, jedoch werden auch die metrischen Schwerpunkte extrem verschleiert. Es ist fast unmöglich, eine Metrik festzustellen, wodurch das Stück einen „freischwebenden“ Charakter erhält. Dies erreicht Debussy durch die Pause direkt zu Beginn des Stückes, als auch durch die immer wieder auftauchenden Pausen im weiteren Verlauf des Stückes. Weiter tragen auch die häufigen Notenwertwechsel innerhalb der einzelnen Ebenen zu einer Verschleierung der Metrik bei. Aber auch durch die unterschiedlichen Notenwerte (und damit erzeugte Tempi) und durch die einzelnen Ebenen im Kontrast zueinander (Obertöne – „schnell“; Mitteltöne – „mittelschnell“; Basstöne – „extrem langsam“) wird die Metrik verschleiert.